# Clitopilus pinsitus
Clitopilus pinsitus är en svampart som först beskrevs av Elias Fries, och fick sitt nu gällande namn av Marcel Josserand 1937. Clitopilus pinsitus ingår i släktet Clitopilus och familjen Entolomataceae.   Inga underarter finns listade i Catalogue of Life.